# Репина, Элла Анатольевна
Элла Анатольевна Репина (укр. Елла Анатоліївна Рєпіна; род. 17 ноября 1973 года, Донецк) — украинский экономист, учёный. Народный депутат Украины IX созыва.

## Биография
Училась в Донецком государственном университете (специальность «Финансы и кредит»). Кандидат экономических наук, доцент кафедры маркетинга и коммерческого дела Донецкого государственного университета экономики и торговли.
Она работала экономистом кредитного отдела в АКБ «Донкредитинвест».
Кандидат в народные депутаты от партии «Слуга народа» на парламентских выборах 2019 года, № 80 в списке. На время выборов: временно не работает, беспартийнaя. Проживает в Киеве.
Член Комитета Верховной Рады по вопросам финансов, налоговой и таможенной политики, председатель подкомитета по вопросам функционирования небанковских финансовых учреждений и страховой деятельности.
Член Постоянной делегации в Парламентской ассамблее ГУАМ.